# Apocalipse de Alcobaça
O Apocalipse de Alcobaça é um manuscrito iluminado datado do século XIII. Foi obra do scriptorium do Mosteiro de Alcobaça, seguindo o exemplar de Lorvão, e é uma das raras obras do género sobreviventes da Idade Média portuguesa.
O Apocalipse de Alcobaça é um comentário ao Livro do Apocalipse, o último livro do Novo Testamento, contendo as revelações recebidas pelo Apóstolo S. João, o Evangelista quando este se encontrava na ilha de Patmos.  A obra é uma cópia de um dos vários códices então existentes do Commentarium in Apocalypsin do chamado Beato de Liébana, do século VIII, e insere-se assim no universo dos chamados Beatos.
O Apocalipse de Alcobaça encontra-se hoje na Biblioteca Nacional de Portugal que, em seu site na internet, disponibiliza gratuitamente fotografias digitalizadas de todos os fólios do Documento, em formato JPEG ou PDF.

## Características
Todos os vários exemplares do Commentarium in Apocalypsin têm dimensões diferentes, assim como o número de páginas e de ilustrações nunca é igual. O Beato existente em Nova Iorque, por exemplo, mede aproximadamente 360 x 280 mm e contém 89 ilustrações, da autoria do pintor Magius; o da catedral de Girona, escrito cerca de uma dúzia de anos mais tarde, mede cerca de 400 x 260 mm e contém 160 ilustrações, da autoria de Emeritus, aluno de Magius, e da pintora Ende. Do mesmo modo diferem as características estilísticas.
O Apocalipse de Alcobaça possui 183 fólios em pergaminho, com as dimensões 330 x 220 mm. Foi escrito em letra carolina, por dois escribas distintos. O texto é em latim, com o texto do Apocalipse a vermelho. As iniciais são folheadas a vermelho, azul, verde e vermelho escuro. No fólio 144 encontra-se uma representação das Tábuas do Anticristo. Ainda encontra-se com sua encadernação original.

## Reconhecimento
O manuscrito Apocalipse de Alcobaça foi inscrito em outubro de 2015 como registo da Memória do Mundo pela Organização das Nações Unidas para a Educação, Ciência e Cultura (Unesco).